# Lewis Wallace
Lewis (Lew) Wallace (født 10. april 1827, død 15. august 1905) var en amerikansk soldat, politiker og forfatter. Han deltog bl.a. i Slaget ved Monocacy og skrev bogen Ben Hur.

## Ungdom
Wallace arbejdede som ung journalist i Indiana, hvor han var født. Fra 1846 til 1847 deltog han i den Mexicansk-amerikanske krig mellem USA og Mexico. Efter krigen blev han advokat, og senere blev han valgt til Indianas lovgivende forsamling. Wallace' far, David, havde været guvernør i Indiana fra 1837 til 1840.

## Soldat under borgerkrigen
Da den Amerikanske borgerkrig brød ud, gik han ind i hæren på nordstaternes side, og allerede i 1861 blev han udnævnt til brigadegeneral og i 1862 til generalmajor. Han deltog i slaget ved Shiloh i 1862. Her kom der modstridende ordrer fra General Ulysses S. Grant, som betød, at Wallace først nåede frem på slagets anden dag. Efter en konflikt med sin og Grants foresatte, General Halleck, blev Wallace gjort til syndebuk for nederlaget på slagets første dag, og Halleck satte ham fra kommandoen, men præsident Abraham Lincoln beordrede ham indsat igen. Kort efter ragede han igen uklar med Halleck, og igen blev han afsat. Denne gang blev han genindsat af General Grant, men blev overført til skiftende administrative job. I 1864 var han ansvarlig for uddannelsen af rekrutter i Baltimore, da man fik melding om, at en stor sydstatsstyrke var på vej ind i Maryland. Det viste sig at være en styrke på 15.000 mand under kommando af Generalløjtnant Jubal A. Early. Wallace rykkede ud med sine 2.300 nyuddannede rekrutter, mod Monocacy Valley syd for byen Frederic i Maryland. Her fik han forstærkning af 3.500 mand under General Rickett. Ved selve Monocacyfloden blev der ført hårde kampe, og selv om nordstatsstyrken tabte slaget (1.294 døde), lykkedes det at forsinke Earlys fremrykning mod Washington D.C. så meget, at man kunne nå at forstærke forsvaret af hovedstaden. Early måtte opgive sit angreb og trække sig tilbage til Virginia, og siden blev slaget ved Monocacy kendt som "Slaget, der reddede Washington."

## Efter borgerkrigen og indsats i Mexico
Efter krigen blev Wallace medlem af den krigsret, der skulle dømme de officerer og andre, som havde deltaget i planlægningen af attentatet på præsident Lincoln. I 1865 tog han sin afsked fra hæren og blev i stedet generalmajor i den mexicanske oprørsgeneral Juárez' hær i dennes kamp mod kejser Maximilian 1. af Mexico. Wallace investerede det meste af sin formue i oprøret, men han mistede stort set alle sine penge, selv om oprørerne vandt krigen.

## Politiker
Efter krigen i Mexico vendte Wallace tilbage til Indiana, hvor han igen begyndte at arbejde som advokat. I 1878 blev han udnævnt til guvernør over New Mexico, og fra 1881 til 1885 var han USA's ambassadør i Tyrkiet.

## Forfatter
Allerede i 1873, mens han var advokat i Indiana, udgav han bogen The Fair God. I 1888 skrev han The Boyhood of Christ, i 1893 The Prince of India, og i 1897 kom bogen The Wooing of Malkatoon. Mest kendt af Wallace' forfatterskab er romanen Ben Hur fra 1880, som han skrev, mens han var guvernør i New Mexico. Den er oversat til adskillige sprog og filmatiseret flere gange.
Hans selvbiografi, Lew Wallace, an Autobiography, udkom først omkring et år efter hans død.